# Setodes longicaudatus
Setodes longicaudatus är en nattsländeart som beskrevs av Yang och Morse 1989. Setodes longicaudatus ingår i släktet Setodes och familjen långhornssländor. Inga underarter finns listade i Catalogue of Life.